# Nossa Senhora do Pilerio
Nossa Senhora do Pilerio é uma devoção mariana surgida em Cosenza, na Calábria, Itália e uma representação da "Virgem Amamentando".
A imagem consta num ícone do século XII, que se encontra desde 1607 na capela da Catedral de Cosenza. Esta capela foi inaugurada por dom Giovan Battista Costanzo (1591-1617), como ponto de apoio as chegadas dos peregrinos.
Em 10 de maio de 1981, a Catedral de Cosenza foi elevada à categoria de santuário de Nossa Senhora do Pilerio, por dom Dino Trabalzini.

## Origem do nome
O título de Nossa Senhora do Pilerio remonta ao século XII do quadro homônimo. Entre 1971 e 1979 o ícone foi declarado autêntico, graças a vontade de dom Eneas Selis. Provavelmente o nome vem do grego puleròs (coluna).

## O ícone
A pintura tem 95 x 65 cm de tamanho, e a inscrição em latim explica que não é uma pintura oriental.
Em 1976-1977 o ícone foi completamente renovado. A característica da pintura é que o Menino Jesus toma leite diretamente do seio da sua Mãe. Na iconografia oriental, a Virgem que dá o leite ao Menino Jesus é chamada Galaktotrophousa, então Nossa Senhora do Pilerio pode ter este nome.
A cor vermelha do véu é sinal da divindade, como a fita que está no corpo nu do Menino. As três estrelinhas confirmam a virgindade de Maria, antes, durante e depois do nascimento de Jesus.